# Erismatopterus
Erismatopterus è un genere di pesci ossei estinto, appartenente ai percopsiformi. Visse nell'Eocene inferiore/medio (circa 52 - 50 milioni di anni fa) e i suoi resti fossili sono stati ritrovati in Wyoming.

## Descrizione
Questo pesce era di piccole dimensioni, e solitamente non raggiungeva la lunghezza di 10 centimetri. Il corpo era di forma slanciata, la testa oblunga e gli occhi grandi; il muso era relativamente appuntito. La bocca era moderatamente alta e corta. La pinna dorsale si originava poco prima della metà del corpo, ed era relativamente alta e arrotondata. Le pinne pettorali e pelviche erano molto ravvicinate, con queste ultime molto spostate in avanti. La pinna anale era lunga e arrotondata, mentre la pinna caudale era profondamente incavata. La pinna dorsale era sorretta da due spine e da 6-7 raggi molli; la base delle pinna pelviche avevano posizione subtoracica e i raggi della pinna anale erano costituiti da due spine rigide e da sette raggi molli.

## Classificazione
Il genere Erismatopterus venne istituito da Edward Drinker Cope nel 1871, sulla base di fossili ritrovati nella formazione Green River in Wyoming, nei terreni che un tempo (circa 52 - 50 milioni di anni fa) formavano il lago Gosiute. La specie tipo è Erismatopterus rickseckeri, ma al genere sono state attribuite altre due specie: E. levatus (originariamente Cyprinodon levatus) ed E. endlichi. Erismatopterus è un rappresentante dei percopsiformi, un gruppo di pesci tipici delle acque dolci del Nordamerica, simili a persici. Venne inizialmente incluso in una famiglia a sé stante (Erismatopteridae) insieme all'affine Amphiplaga (quest'ultimo rinvenuto nella zona di Fossil Lake), ma in seguito i due generi vennero attribuiti prima alla famiglia Aphredoderidae e poi ai Percopsidae. Erismatopterus si distingue da Amphiplaga essenzialmente per alcuni dettagli che riguardano i raggi delle pinne, per essere sprovvisto di una copertura branchiale spinosa, e per una minore densità di scaglie a copertura dell'opercolo. 

## Paleoecologia
Come l'attuale Percopsis, anche Erismatopterus doveva essere un predatore di piccoli animali quali insetti, ostracodi e zooplancton.
Un ritrovamento fossile eccezionale avvenuto in Wyoming è rappresentato da 259 individui giovani (lunghi non oltre 2,5 centimetri) della specie Erismatopterus levatus conservatisi in gruppo e in un'unica direzione. 
La struttura del gruppo è molto simile a quella dei banchi di pesci attuali: mostra una forma più o meno ovale, più lunga nella direzione del movimento. Questa è la tipica forma dei banchi attuali e si pensa che protegga dai predatori d'agguato riducendo l'area frontale, dove questi predatori tendono ad attaccare. Il gruppo di pesci fossilizzati mostra inoltre un alto livello di allineamento tra gli individui. Si presume che il banco di Erismatopterus si sia conservato grazie a una rapida sepoltura; in questo modo si sono conservate le singole posizioni e le direzioni di rotta. Forse il banco è stato travolto dal crollo di una duna di sabbia in acque poco profonde, o forse è stato colto da un improvviso raffreddamento delle acque; quest'ultima ipotesi è meno probabile, dato il clima caldo dei laghi Uinta e Gosiute nell'Eocene. Il fossile del banco di Erismatopterus dimostra che i pesci ossei formano banchi combinando alcune serie di semplici regole comportamentali almeno dall'Eocene (Mizumoto et al., 2019).